# 白百合女子大学の人物一覧
白百合女子大学の人物一覧（しらゆりじょしだいがくのじんぶついちらん）は、白百合女子大学に関係する人物の一覧記事。

## 著名な教職員
- 井上隆史 - 近代文学研究・三島由紀夫研究
- 篠田勝英 - フランス文学研究
- 井辻朱美 - 児童文学研究・翻訳家
- 舟崎克彦 - 児童文学・絵本作家
- 田島信元 - 発達心理学研究
- 小谷真理 - 児童文学研究

## OG

### 政界
- 上田令子 - 東京都議会議員

### 研究者・学者
- 結城モイラ - 占い研究家、エッセイスト、童話作家
- 今田美奈子 - 洋菓子・食卓芸術研究家

### 文学
- 鹿島田真希 - 小説家
- 津島佑子 - 小説家
- 石井妙子 - ノンフィクション作家
- 諸星典子 - 児童文学評論家

### 美術
- 横田沙夜 - 画家

### 芸能
- 田村たがめ - 女優
- 榊ゆりこ - フローリスト、モデル
- 甘糟記子 - モデル
- 霜月はるか - 歌手
- 宇野実彩子（中退） - AAA (音楽グループ)、歌手・女優、デザイナー、プロデューサー
- 宮田憲江 - チアリーダー
- 芹那 - タレント、元SDN48
- 蓮佛美沙子 - 女優
- 石原有輝香 - シンガーソングライター
- 小野早稀（中退） - 声優

### 放送業界
- 小林由紀子 - ドラマプロデューサー
- 久保里美 - 元熊本県民テレビアナウンサー
- 荘司典子 - フリーアナウンサー、元グリーンチャンネルキャスター
- 後藤美穂子 - フリーアナウンサー、元青森放送
- 奥田美香子 - 福岡放送アナウンサー
- 小沢尚美 - フリーアナウンサー、元テレビ山梨
- 蒼井里紗 - フリーアナウンサー、元青森テレビ、構成作家
- 川田亜子 - フリーアナウンサー、元TBSアナウンサー
- 矢内環 - 元岩手朝日テレビ、石川テレビ放送、テレビ長崎アナウンサー
- 青山絵美 - フリーアナウンサー、元テレビ山梨
- 大木文香 - 北陸放送アナウンサー
- 柴田美奈 - 東海テレビアナウンサー
- 高橋咲良 - 仙台放送アナウンサー
- 高階亜理沙 - フリーアナウンサー、スポーツキャスター
- 菅久瑛麻 - フリーアナウンサー

### その他
- 滝川あずさ - プロレスラー
- 富樫麗加 - 競艇選手
- 山口恵梨子 - 女流棋士 (将棋)